# Internet Watch Foundation
 (juillet 2021).
Pour les articles homonymes, voir IWF.
L'Internet Watch Foundation (IWF ; en français fondation pour la surveillance d'Internet) est, au Royaume-Uni, une organisation indépendante du gouvernement et des forces de police qui lutte contre les contenus montrant des abus sexuels sur enfants sur Internet.
L'IWF est la hotline au Royaume Uni pour les signalements de photos ou de vidéos d'abus sexuels sur enfants sur Internet, venant du public. Si quelqu'un voit un tel contenu, la personne peut le signaler sur le portail de signalement britannique. Une fois reçu, le signalement est en suite traité par des analystes expérimentés puis supprimé s'il est considéré comment 'matériel d'abus sexuel sur enfants'.
L'IWF travaille en collaboration avec les services de police et les fournisseurs d'accès à Internet, à qui elle transmet une liste noire (URL blocking list) de contenus illégaux, qui est ensuite utilisée par de nombreux FAI anglais pour en censurer l'accès à leurs clients.
Depuis 1996, l'IWF lutte contre les abus sexuels sur enfants en analysant les images et vidéos suspectées d'en contenir, et depuis 2003, a légalement le droit de chercher proactivement du matériel d'abus sexuel sur internet dans le but de le supprimer. 

## IWF à l'international
L'IWF a pour but d'agir pour la suppression totale de tout le matériel d'abus sexuel sur enfants en ligne. Pour ce faire, l'IWF pense que chaque personne, où qu'elle soit dans le monde, devrait avoir la possibilité d'agir lorsqu'elle voit une image ou vidéo d'un enfant abusé sexuellement en ligne. 
C'est dans ce but que l'organisation a créé, en 2013, des portails de signalements internationaux. Le but de ces portails est de permettre, à bas cout, à chaque pays ou nation d'avoir un mécanisme de signalement de matériel d'abus sexuel sur enfants en ligne. Certains portails ont été sponsorisés par des organisations internationales des droits de l'enfance, comme par exemple par le Global Fund to End Violence Against Children.
Les 45 portails (février 2021) sont accessibles en presque vingt langues différentes. Le portail principal, appuyé par l’Office des Nations unies contre la drogue et le crime (ONUDC), permet au public de signaler, anonymement, un contenu suspecté illégal.

## IWF et Wikipédia
Le 5 décembre 2008, l’Internet Watch Foundation inclut dans sa liste noire un article de Wikipédia et son image associée. Les clients des principaux fournisseurs d’accès à Internet (95 % des clients britanniques, selon l’IWF) sont alors interdits d’accès à ce contenu, qui inclut l’article sur l’album de Scorpions Virgin Killer, sorti en 1976, dont la photo de pochette est jugée « potentiellement illégale » par l’IWF. L’image, qui correspond à la plaquette de l’album, disponible dans bon nombre de commerces, est visible uniquement sur certaines langues du projet, en raison de l’interdiction du fair use sur la plupart des Wikipédias. La position de Wikimedia face à cette censure est de déplorer le fait que l'article entier soit banni, et non uniquement l'illustration, pourtant la seule à être sujet à controverse.
Face au scandale déclenché, l'IWF fait marche arrière au bout de quelques jours et lève le filtrage en expliquant dans un communiqué qu'« au vu de l'ancienneté de l'image et de sa large accessibilité, la décision a été prise de retirer la page Internet de notre liste »[réf. souhaitée].